# Naves (Noorderdepartement)

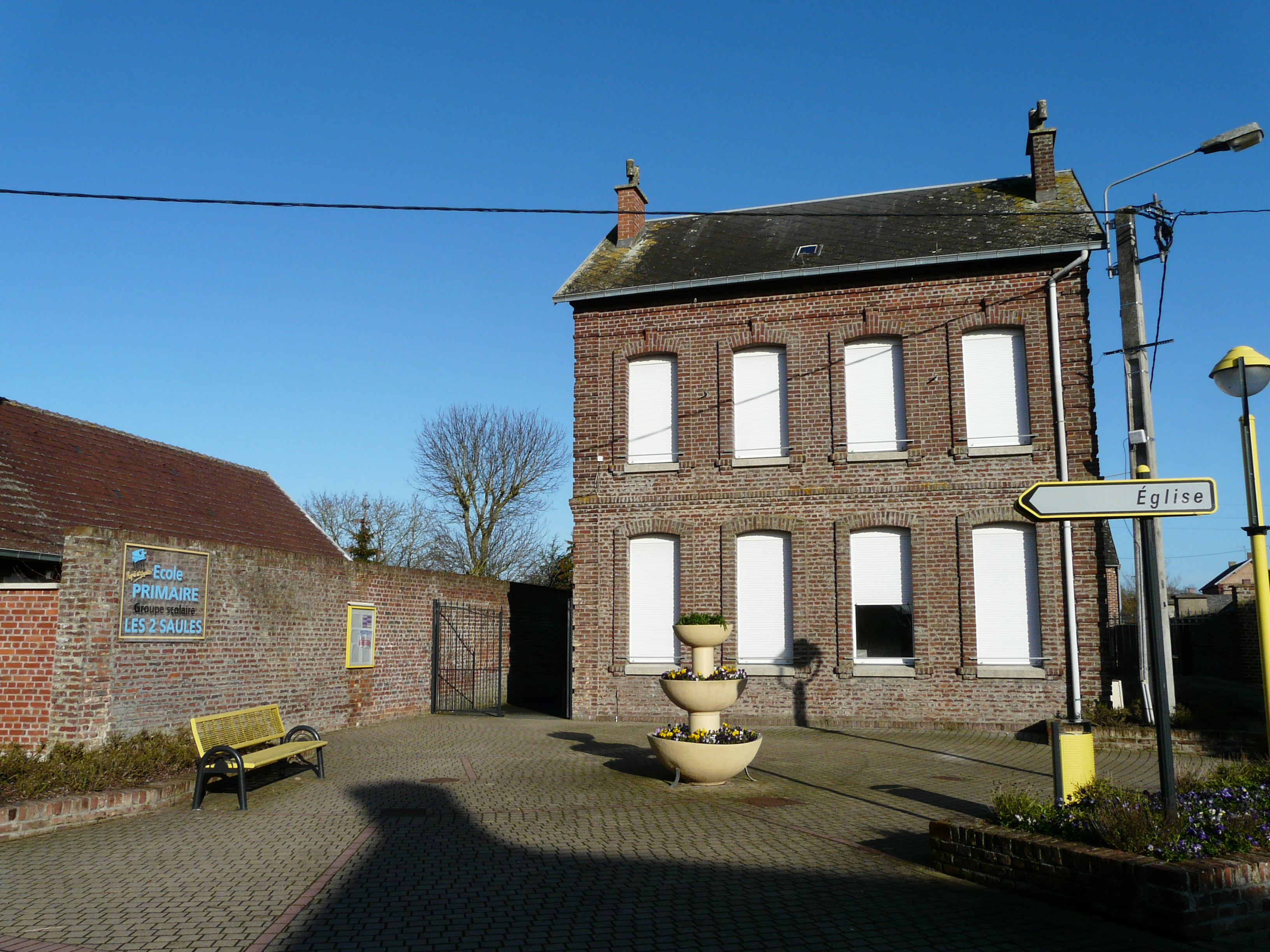
Schoolgebouw

Naves is een gemeente in het Franse Noorderdepartement (regio Hauts-de-France) en telt 618 inwoners (2005). De plaats maakt deel uit van het arrondissement Cambrai.

## Geografie
De oppervlakte van Naves bedraagt 5,2 km², de bevolkingsdichtheid is 118,8 inwoners per km².
De onderstaande kaart toont de ligging van Naves (Noorderdepartement) met de belangrijkste infrastructuur en aangrenzende gemeenten.

## Demografie
Onderstaande figuur toont het verloop van het inwonertal (bron: INSEE-tellingen).